# Dolomiten-Höhenweg 3
Dolomiten-Höhenweg 3, (italsky Alta Via delle Dolomiti n. 3) je dálková turistická trasa v Alpách. Jako takzvaná „Kamzičí cesta“ vede v délce 100 km z města Niederdorf v údolí Pustertal do Longarone v údolí Piavy.

## Charakteristika

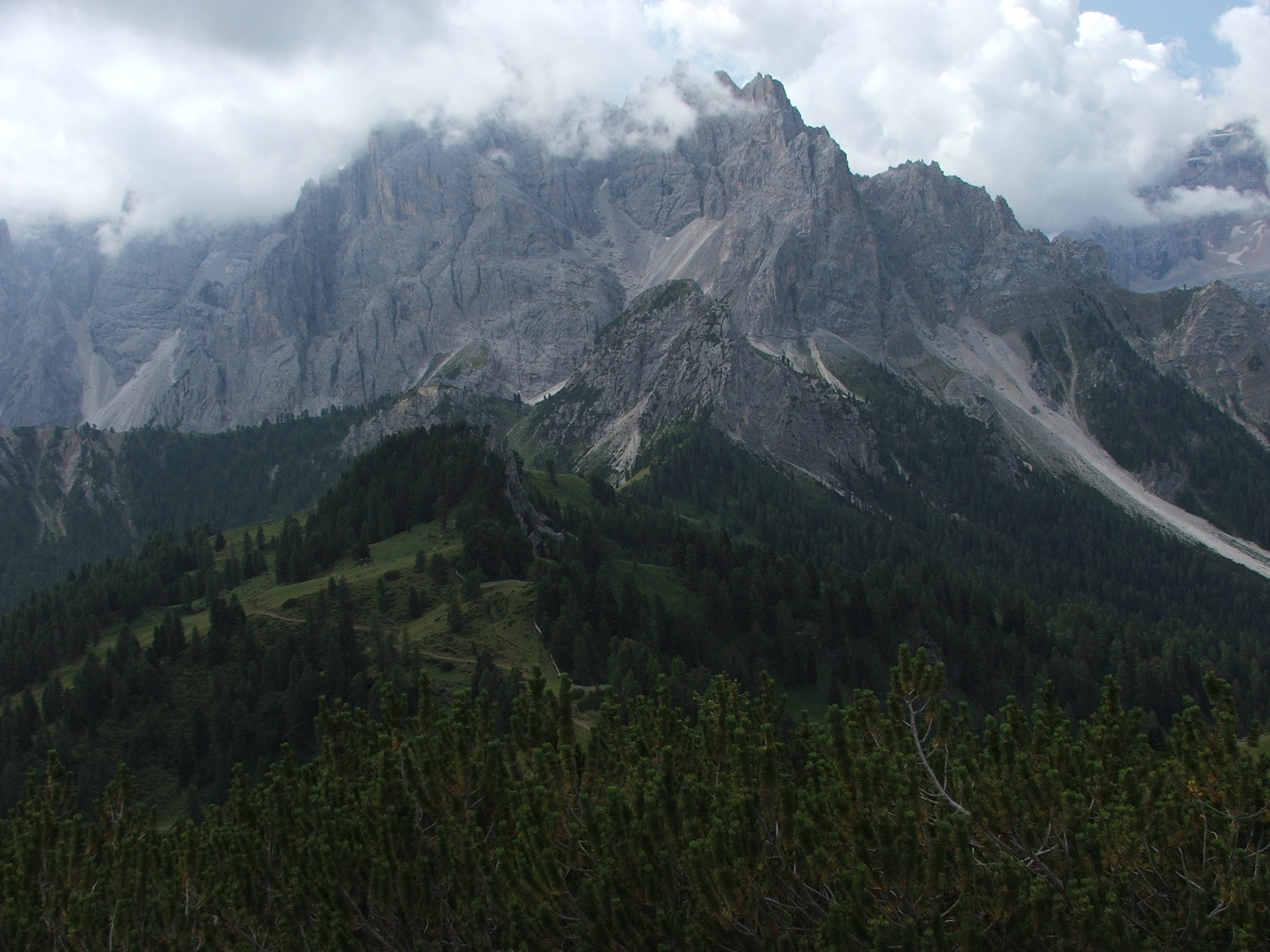
Masiv Dürrensteinu, po jehož úbočí vede Dolomiten-Höhenweg 3 (na snímku uprostřed vpravo).

Cesta Dolomiten-Höhenweg 3 vede podél hlavního hřebene východních Dolomit a kříží tak jejich vedlejší hřebeny směrem na jih. Na rozdíl od typických vysokohorských tras je proto v jednotlivých etapách často nutné překonávat velké výškové rozdíly. Stezka se chodí v období, kdy na ní neleží sníh, což vzhledem k nadmořské výšce je cca od poloviny června do poloviny září.
Při plánování stezky bylo třeba nejprve nově vytyčit řadu úseků a obnovit staré cesty z první světové války. Výsledkem jsou většinou osamělé a často exponované stezky, které stoupají kolmými stěnami, kličkují po prudce se svažujících sutích, několikrát vedou tunely a z nichž je výhled daleko do hor. Některé nové výstupy, jako například výstup na úbočí Dürrensteinu nebo výstup přes skupinu Bosconero, a také některé staré cesty se nacházejí na svazích, které jsou natolik náchylné k pádu, že je opakovaně poškozují laviny a některé kratší úseky trasy pak chybí.
Četné zajištěné ferraty, etapy po strmých svazích, krátké volné lezecké pasáže (obtížnost I a II) kladou vysoké nároky na vytrvalost, jistotu a sílu. Protože je stezka místy málo značená, měli by turisté dobře znát mapu a umět se dobře orientovat horském terénu.
Pro trasu je také charakteristický neustálý kontrast mezi nejosamělejšími stoupáními odlehlou horskou krajinou na jedné straně a turistickým ruchem v mnoha cílech a mezizastávkách etap na straně druhé. I v sezóně je tak možné při výstupu z Dobbiaca kolem Dürrensteinu nepotkat téměř žádné další turisty, na ferratu na Monte Piano vystoupit sám a z Rifugio Bosconero do Longarone nepotkat nikoho. Na Monte Piana a Monte Rite zase vozí kyvadlové autobusy celé turistické skupiny, Plätzwiese je také snadno schůdná, a proto velmi oblíbená, San Vito di Cadore a oblast kolem Lago di Misurina pod Monte Piano jsou známá letoviska a sportovní centra, Rifugio Venezia je plné horolezců, kteří plánují túru na Monte Pelmo.

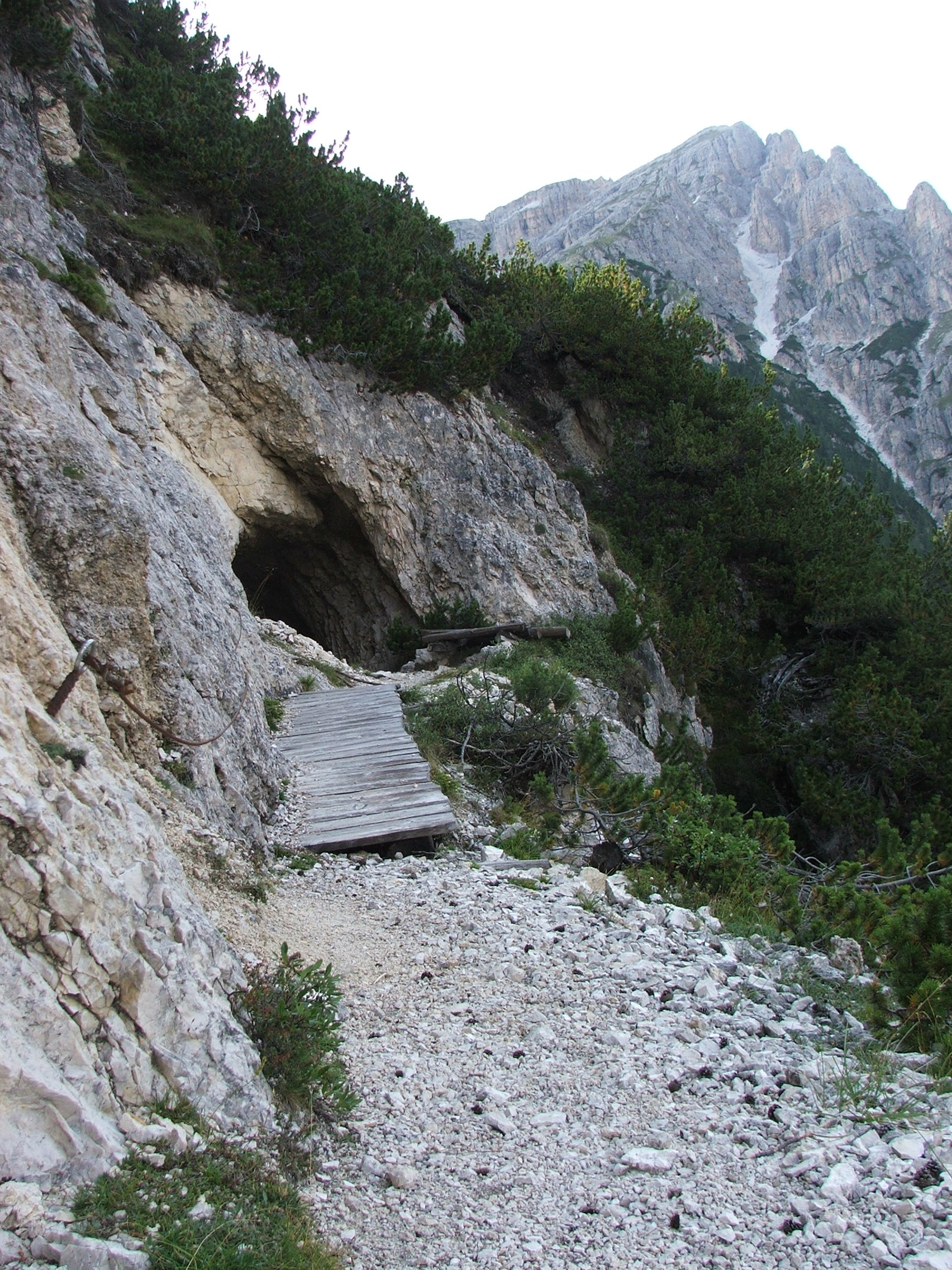
Pozůstatky z první světové války: tunel na cestě ze Strudelkopfscharte do údolí Höhlensteintal.

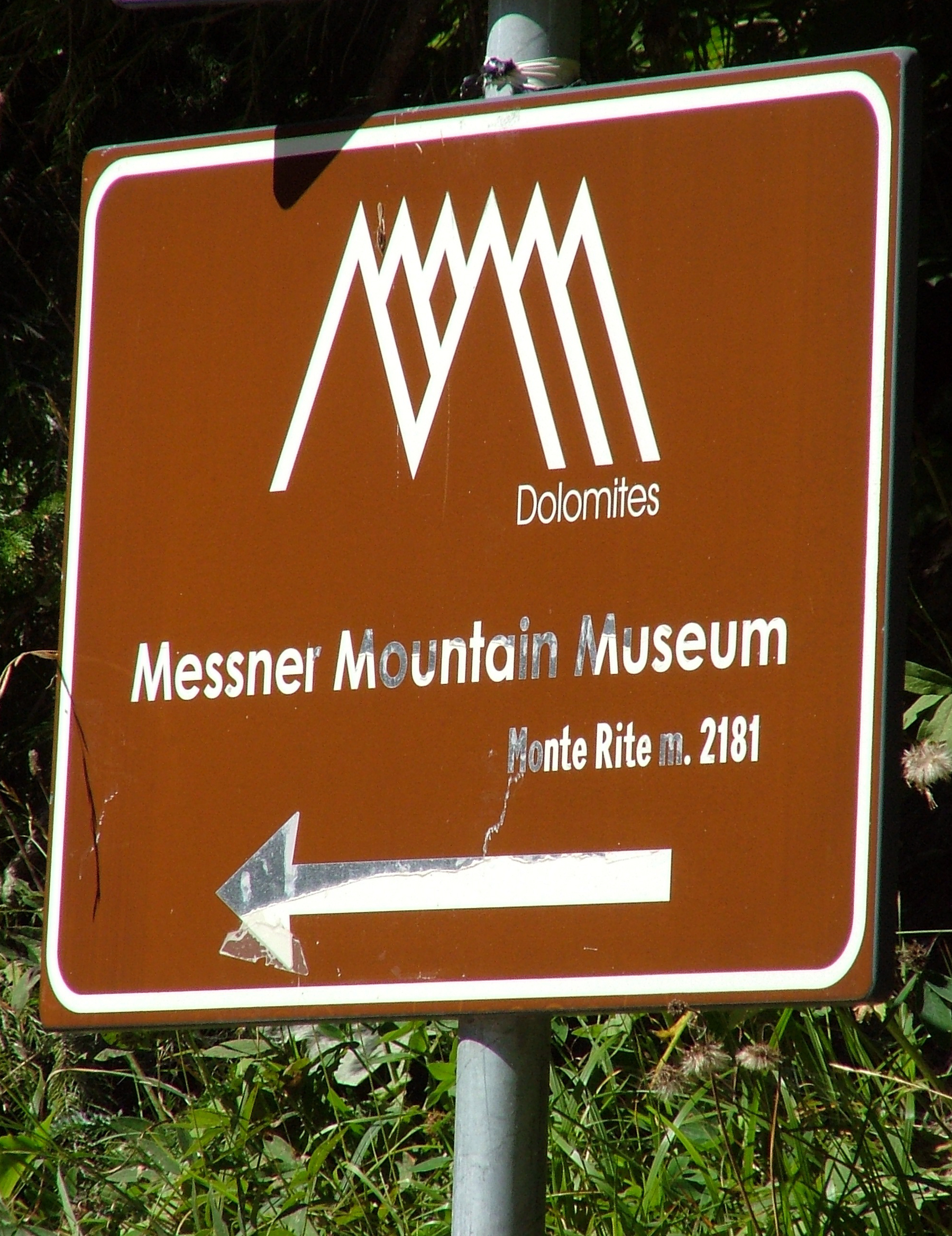
Rozcestník k Messnerovu horskému muzeu

Pozůstatky z první světové války se nacházejí všude na trase Dolomiten-Höhenweg 3: tunely, ruiny opevnění, zchátralé úkryty, stanoviště, zákopy, strmé koleje a přírodní cesty. V neposlední řadě se zdá, že jazyková hranice dnes probíhá tam, kde se během první světové války nacházeli italští vojáci na jedné straně a rakousko-uherští vojáci na straně druhé: nad Monte Piano. Na jeho náhorní plošině vznikl ze zbytků tzv. alpské fronty skanzen, ale podrobnější informace o historii Dolomit v té době lze najít v Domě přírodního parku v Dobbiacu. Opevnění na Monte Rite, včetně silnice vedoucí do průsmyku a tunelu, bylo rovněž vybudováno armádou, ale v Messnerově horském muzeu Dolomity jsou vystaveny obrazy, sochy a instalace o Dolomitech a také památky na vývoj hor.
Výchozí městečko Dobbiaco na trase je velmi turisticky využívané, zejména hotelová osada Neu-Toblach. Město Longarone bylo obnoveno na přelomu 60. a 70. let 20. století poté, co bylo v roce 1963 téměř zcela zničeno povodňovou vlnou z přehrady Vajont. Tato katastrofa dodnes utváří architekturu a atmosféru města.

## Přenocování
možnosti přenocování na trase:
- Berggasthof Plätzwiese
- Dürrensteinhütte (Rifugio Vallandro)
- Dreizinnenhütte
- Rifugio Angelo Bosi
- Ristorante Son Zuogo na Passo Tre Croci
- Rifugio Vandelli
- Bivacco Slataper
- Rifugio San Marco
- Rifugio Scotter Palatini
- penziony v San Vito di Cadore
- Rifugio Venezia
- Rifugio Gianpietro Talamini
- Rifugio Dolomites
- Rifugio Remauro
- Rifugio Casera di Bosconero
- Bivacco Osvaldo Tovanella

## Etapy
| Etappe | Start                | Ziel              | Gehzeit         | Höhenmeter im Aufstieg | Höhenmeter im Abstieg | Charakteristik |
| ------ | -------------------- | ----------------- | --------------- | ---------------------- | --------------------- | --- |
| 1. den | Toblach / Niederdorf | Plätzwiese        | 5.30 h – 6.30 h | 1370 m / 1460 m        | 620 m                 | Dlouhý, ale zpočátku nenáročný výstup lesem, později přes louky k Flodigsattelu; poté traverz po strmých suťových svazích na úbočí masivu Dürrenstein po velmi exponované cestě do průsmyku Prato Piazza. Stezka je místy rozbitá (lavinové škody), částečně zajištěná žebříky – hlava na výšky a jistota jsou naprosto nezbytné. Skvělé výhledy na Hohe Gaisl, Monte Cristallo a další. Pokud jste v dobré kondici, můžete sestoupit do údolí Höhlensteintal. |
| 2. den | Plätzwiese           | Rifugio Bosi      | 5.30 h – 6.30 h | 1210 m                 | 1000 m                | Za sedlem Strudelkopf lehký sestup tísnivě úzkým údolím Helltal do údolí Höhlensteintal (výhled na Drei Zinnen); pak strmou ferratou kolmou stěnou na náhorní plošinu Monte Piano, alternativně přes Hauptmann-Bilgeri-Gedächtnissteig (zajištěná ferrata, místy záludná a namáhavá s velkým batohem); Obtížnost je hodnocena jako lehká až střední) nebo po pionýrské stezce; přes vrcholovou plošinu, hojně navštěvovanou turisty, se skanzenem pozůstatků alpské fronty k Rifugio Bosi. Vysoká úroveň obtížnosti. Pokud využijete autobusový přesun z Monte Piana do údolí, můžete se při dobré kondici dostat až k Rifugio Vandelli. |
| 3. den | Rifugio Bosi         | Rifugio Vandelli  | 6.00 h – 6.30 h | 890 m                  | 1170 m                | Lehký sestup lesem do údolí Val Popena, po stěně Piz Popena opět nahoru na Forcella de Popena a přechod přes suťové svahy Pale di Misurina. Dolů do širokého průsmyku Passo Tre Croci a po hodně vyšlapané, poměrně snadné cestě, ale přesto místy zajištěné ocelovými lany a žebříky, bez velkých výškových rozdílů, k chatě Rifugio Vandelli z velké části lesem. |
| 4. den | Rifugio Vandelli     | Rifugio San Marco | 6.30 h – 7.00 h | 910 m                  | 1020 m                | Velmi náročný traverz skupiny Sorapiss s výhledy do hloubky údolí Valle del Boite přes 1000 m pod stezkou. Po výstupu přes strmé suťové rokle do Tonde de Sorapiss nástup na via ferratu, který není snadné najít, (místy nezajištěné lezecké pasáže (obtížnost I)). Pak dlouhý traverz po velmi exponované, ale dobré ferratě v západní a jihozápadní stěně Fopa di Mattia. Poté po žebřících a ocelových lanech via ferrata "Francesco Berti" (obtížnost střední až obtížná) kolmými stěnami na Forcella del Bivacco. Přenocování je možné v Bivacco Slataper, ale v blízkosti není voda. Středně obtížný sestup přes vysokou soutěsku do Forcella Grande, pak strmě dolů k chatě. Odtud jsou další výhledy na Monte Antelao a další. Pokud chcete, můžete přidat celodenní vrcholovou túru na Monte Antelao. |
| 5. den | Rifugio San Marco    | Rifugio Venezia   | 4.30 h – 5.30 h | 940 m                  | 810 m                 | Po dobré cestě strmě dolů lesem a dále do údolí do San Vito di Cadore (možnost nákupů). Odtud po lesních cestách a vozových cestách monotónním lesem až k chatě. Snadné. |
| 6. den | Rifugio Venezia      | Rifugio Dolomites | 5.30 h – 6.00 h | 640 m                  | 400 m                 | Lehká horská etapa kolem Monte Pena, kolem nové budovy Rifugio Talamini, krásnou lesní cestou na Forcella di Val Inferna a Forcella Dèona, nakonec po přírodní cestě na vrchol Monte Rite (Messnerovo horské muzeum "Dolomity", velmi frekventovaná vyhlídková plošina, přejezd autobusem dolů do průsmyku). Pokud chcete jít dál, můžete sestoupit do Passo Cibiana a zůstat tam. |
| 7. den | Rifugio Dolomites    | Rifugio Bosconero | 4.00 h          | 460 m                  | 1190 m                | Zpočátku nenáročný, ale únavný sestup po přírodní cestě dolů do Passo Cibiana, neustálé výhledy na skupinu Bosconero (i s kyvadlovou dopravou) a údolí Val di Zoldo. Převážně lesem až na Forcella de le Ciavazoles (krásný výhled), namáhavý sestup velmi strmou, málo značenou suťovou roklí k odlehlému, málo navštěvovanému, ale krásně upravenému Rifugio Bosconero. I přes krátkost etapy se nedoporučuje bezprostředně navazovat na další, velmi náročný a namáhavý úsek. |
| 8. den | Rifugio Bosconero    | Bivacco Tovanella | 5.30 h – 8.00 h | 950 m                  | 740 m                 | Velmi náročný a namáhavý přechod skupiny Bosconero. Nejprve špatně značený, velmi strmý a nejistý výstup suťovou roklí na Forcella de la Toanella, poté dlouhý traverz suťových svahů po velmi úzké, nebezpečné cestě s úseky zajištěnými ocelovými lany až k Porta de la Sera (lezecké úseky s obtížností I). Odtud velmi řídce značené, ale mnohem méně náročné cesty k bivaku, který je krásně položený, ale tmavý a špinavý. |
| 9. den | Bivacco Tovanella    | Longarone         | 2.30 h – 3.00 h | 180 m                  | 1380 m                | Nenáročný, ale krásný a mírný sestup do údolí Piavy. Nejprve po lučních svazích s krásnými výhledy na skupiny Pramper a Talvena, Civetta a Schiara, pak krásným listnatým lesem. Málo značená a málo používaná. |

## Galerie

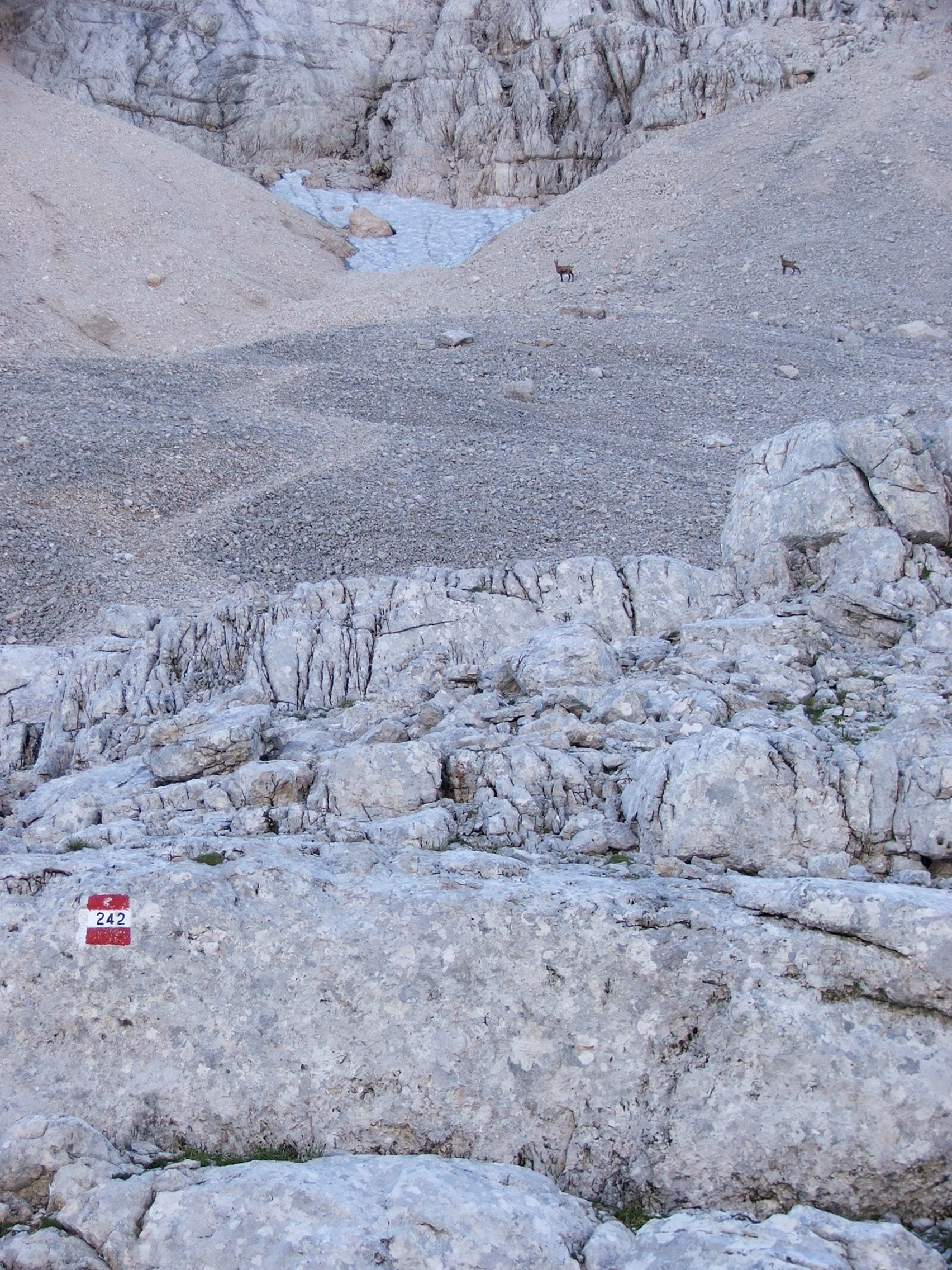
Vstup na via ferratu "Francesco Berti", která vede podél skupiny Sorapiss vysoko nad San Vito di Cadore
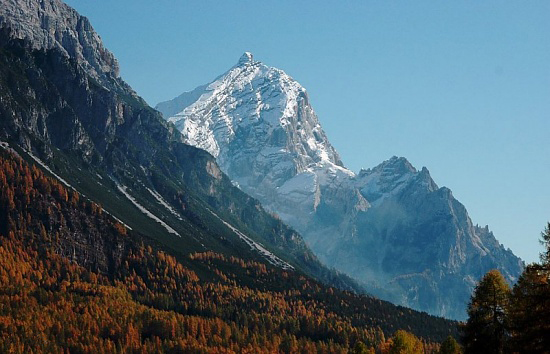
Hora Antelao, která se tyčí za Rifugio San Marco
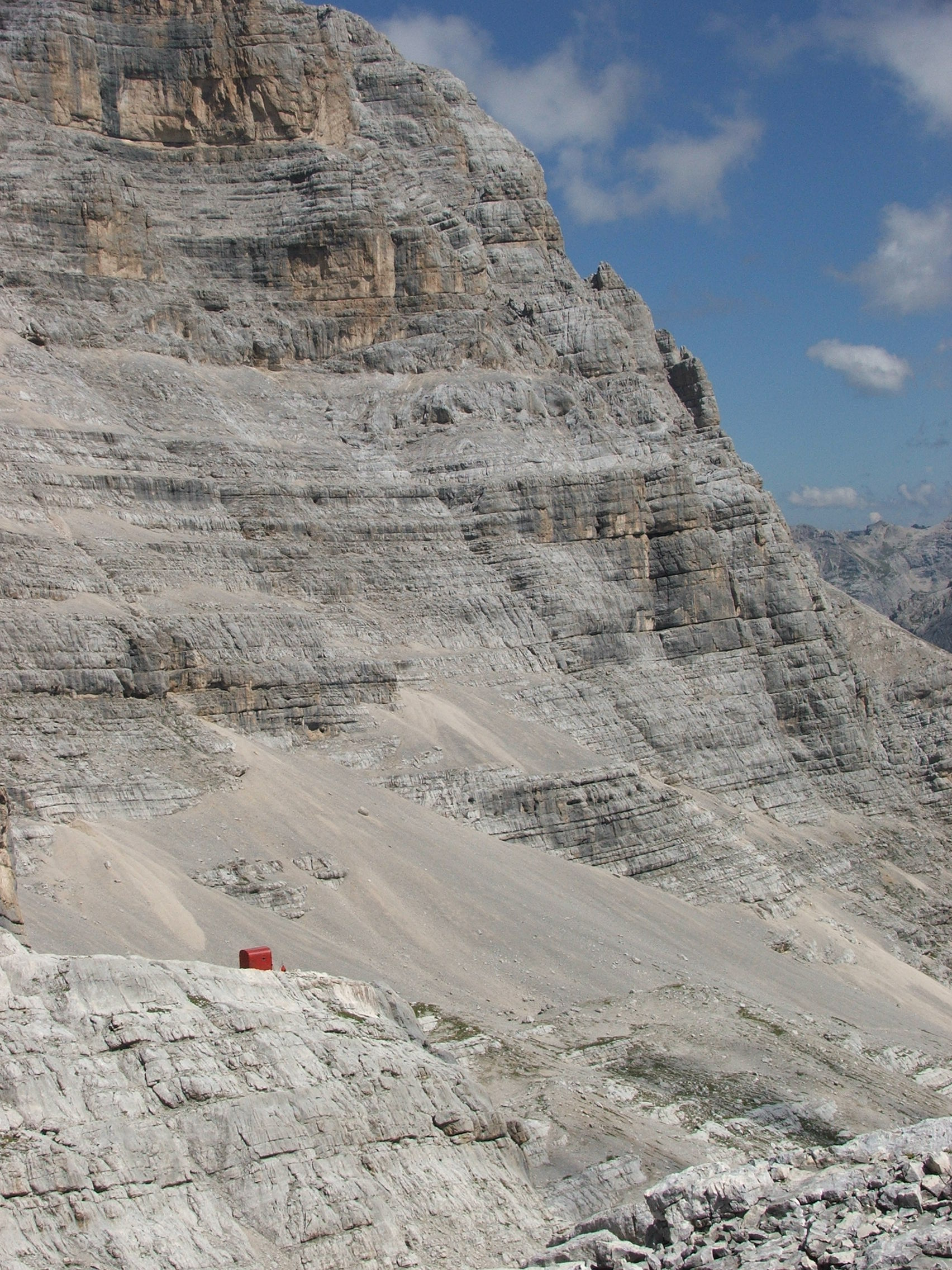
Bivak Slataper
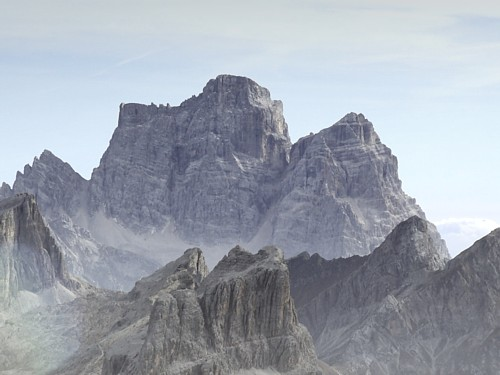
Monte Pelmo

## Mapy
- Tabacco-Wanderkarten (1:25.000), Blatt 03, 031 und 025
- Kompass-Wanderkarten (1:50.000), Blätter 55, 57 und 77
- Freytag & Berndt -Wanderkarten (1:50.000), Blätter S10 und S15
- Carta d’Italia (1:50.000), Blätter “Dobbiaco”, “Cortina d’Ampezzo” und “Longarone”
- Tabacco-Wanderkarten (1:50.000), Blätter 1 und 4
- Alta via n. 3 delle Dolomiti (Turistická trasa) • Mapy.cz
- Mapa na openstreetmap

Vzhledem k místy problematickému značení se doporučují mapy v měřítku 1:25000